# .pm
.pm은 프랑스 영토인 생피에르 미클롱에 할당된 최상위 도메인이다. AFNIC(프랑스 등록부)에서 관리하고 있다. 2011년 12월 6일 등록 서비스가 시작되었다.
2021년 6월 기준으로 7,000곳 이상의 등록된 .pm 도메인이 존재한다.

## 같이 보기
- ISO 3166-2:PM
- .fr
- .eu